# 博愛醫院 (香港)

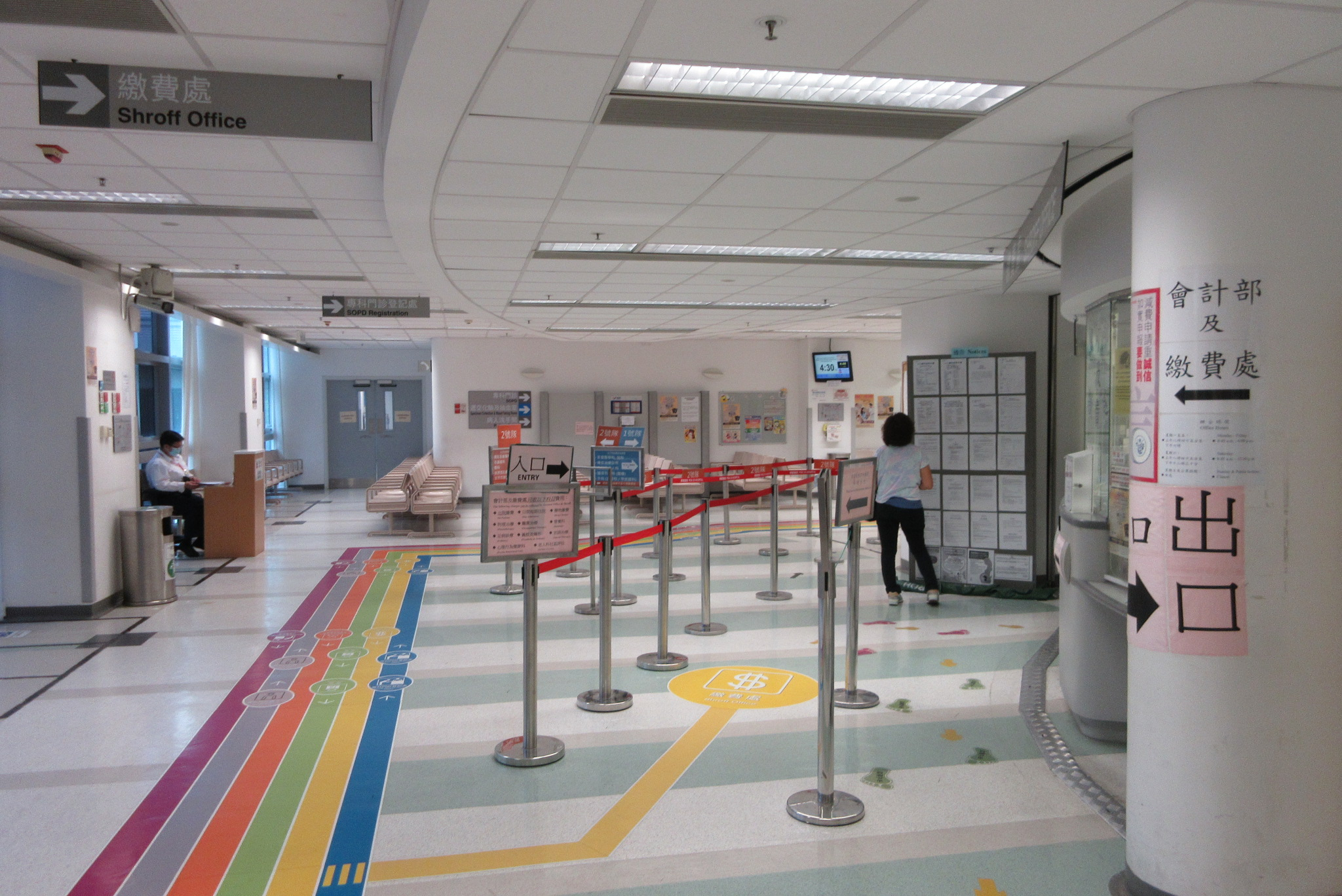
醫院內貌

博愛醫院（英語：Pok Oi Hospital，醫院管理局內部代碼：POH）是香港的一間地區的慈善醫院，位於元朗區的凹頭。博愛醫院現時由醫院管理局所管理，隸屬於新界西醫院聯網，現任醫院行政總監是莊義雄醫生。
創立於一九一九年的博愛醫院，一直秉承「博施濟眾.慈善仁愛」的宗旨服務社群。時至今日，博愛醫院已發展成為一所具規模的慈善機構，屬下設有一百二十個服務單位，遍及港九新界，服務範圍包括中西醫療、牙科、安老、青少年、兒童及家庭服務，教育服務及基層住屋服務，深入社會不同層面，為廣大市民提供適切的服務，每年受惠人次超過一百九十萬。
博愛醫院每年3月與無綫電視舉辦《博愛歡樂傳萬家》，是無綫電視慈善節目之一。

## 歷史
博愛醫院早於1919年成立，由元朗各鄉的鄉紳集資籌組，當時主要目的是為元朗墟、十八鄉，乃至屯門、錦田、大埔、上水等新界北部地區的市民提供醫療服務。當年博愛醫院是全新界唯一的醫院。1930年代，聖約翰救傷隊曾在八鄉成立一所醫院，不久後新界西才有了數所公共診所包括元朗賽馬會健康院、屯門診所、錦田診所等的醫療設施。
博愛醫院在二次大戰期間被日軍摧殘，博愛醫院在戰後重建，並於1951年落成。當時設有20張病床。
1966年12月11日，博愛醫院中央新廈落成啟用，由時任香港總督戴麟趾主持。中央大樓樓高3層。博愛醫院從此形成五座建築物的建築群。
1990年代，新界北的兩所公立醫院屯門醫院和北區醫院啟用後，屯門醫院成為新界西第二所綜合醫院。
後來香港政府資助部分原本服務鄉村地區的醫院，升格為區域性的醫院並由政府管理，博愛醫院就是其中之一，為元朗新市鎮、天水圍新市鎮、屯門新市鎮、以及新界西和新界北的居民提供醫療服務。

### 重建計劃
由於新界西北人口日增，為舒緩屯門醫院的壓力，博愛醫院的重建計劃於1998年12月以及1999年4月向臨時元朗區議會進行諮詢，並獲得議員支持。2002年5月13日，政府向立法會衞生事務委員會提交文件，計劃向立法會申請撥款16.7億港元重建博愛醫院。工程於2001年動工。第一期大樓建築工程已完成並於2006年4月21日移交。醫院各部門已於2006年6月底遷往新院。博愛醫院新急症室於2007年9月19日早上10時正投入服務，而博愛醫院大樓則於2008年2月14日由行政長官曾蔭權、食物及衛生局局長周一嶽、醫院管理局主席胡定旭、醫院管理局行政總裁蘇利民、新界鄉議局主席劉皇發等主持開幕。
2013年2月，博愛醫院新水療池啓用，專門供予新界西醫院聯網的所屬病人使用。新水療池內置跑步機及水力單車等設施，供予患有關節炎痛症及腦科疾病的病人使用。
2019年4月，博愛醫院正式踏入100周年。

## 架構

### 董事局
博愛醫院董事局成立於1950年，政府歷年來大力支持下，以及各界熱心人士慷慨捐助，並且在歷屆董事局同寅擘劃拓展之下，對增建院舍、加建病床及擴充醫療設備，不遺餘力。博愛近年為配合社會需要，服務範疇更趨多元化。現時開辦之服務單位共121個。
博愛醫院甲辰年第75屆董事局（2024/2025年）   主  席          ：周駿達先生
第一副主席  ：黃曉君女士
第二副主席  ：陳國基博士, MH, JP
第三副主席  ：曹思豪先生
第四副主席  ：黃偉光先生
第五副主席  ：王陳鴛鴦女士
第六副主席  ：郭志成先生
第七副主席  ：吳泰榮博士
第八副主席  ：葉嘉威博士
總  理          ：方俊文先生,MH、陳俊民先生、袁志平先生、劉達泉先生、柯耀華先生、梁志杰先生、 楊敏健先生、潘文思怡女士、盧官佃先生、陳燕萍女士、司徒立先生、李遠康先生、蔡卓軒先生、崔家倫醫生、陳耀東先生、 梁鎮堂先生、許綺芹女士、陳庭剛先生、趙 亮女士

資料來源：博愛醫院董事局 （页面存档备份，存于）

### 顧問
永遠顧問
資料來源：博愛醫院永遠顧問
當年顧問
資料來源：博愛醫院當年顧問 （页面存档备份，存于）

## 醫療服務
- 急症室[10]
- 內科
- 老人科
- 內分泌科及糖尿病科
- 腸胃肝臟科
- 腎臟科
- 呼吸系統科
- 腦神經科
- 風濕病科
- 婦科
- 神經外科
- 家庭醫學科
- 普通外科
- 乳腺外科
- 血管外科
- 內分泌外科
- 結直腸外科
- 乳腺科
- 綜合專科服務
- 耳鼻喉科
- 家庭醫學科
- 精神科社康服務
- 婦產科
- 眼科
- 深切治療部
- 放射科
- 矯形及創傷科
- 護養服務
- 專科門診
- 博愛日間診療中心
- 新界西糖尿病中心
- 風濕病評估及治療中心

專科
- 放射診斷
- 病理學
- 營養師服務
- 言語治療
- 臨床心理學
- 醫務社會工作
- 物理治療
- 職業治療
- 義肢及矯形
- 足部治療
- 藥劑部

### 田家炳護養院
博愛醫院田家炳護養院位於元朗友善街，於1994年8月15日投入服務，設有120張復康病床，宿位按醫管局療養院中央輪候冊安排分配入住。

### 牙科服務
博愛為回應社會需求，自2011年起設立牙科服務。本院現有兩間牙科診所，為社區人士提供專業全面、價錢相宜的牙科服務，如洗牙、補牙、脫牙、根管治療、鑲牙、植牙及矯齒治療等。另外，獲衞生署撥款資助兩隊牙科外展隊，為元朗、屯門、荃灣及葵青區獲指派的安老院舍、盲人安老院、護養院及長者日間護理中心的60歲或以上長者，提供免費實地口腔檢查、跟進治療及口腔健康教育活動。
- 梁安薇紀念牙科診所
- 牙科診所（葵盛）
- 牙科服務支援站（長青）
- 牙科外展隊

## 中醫服務

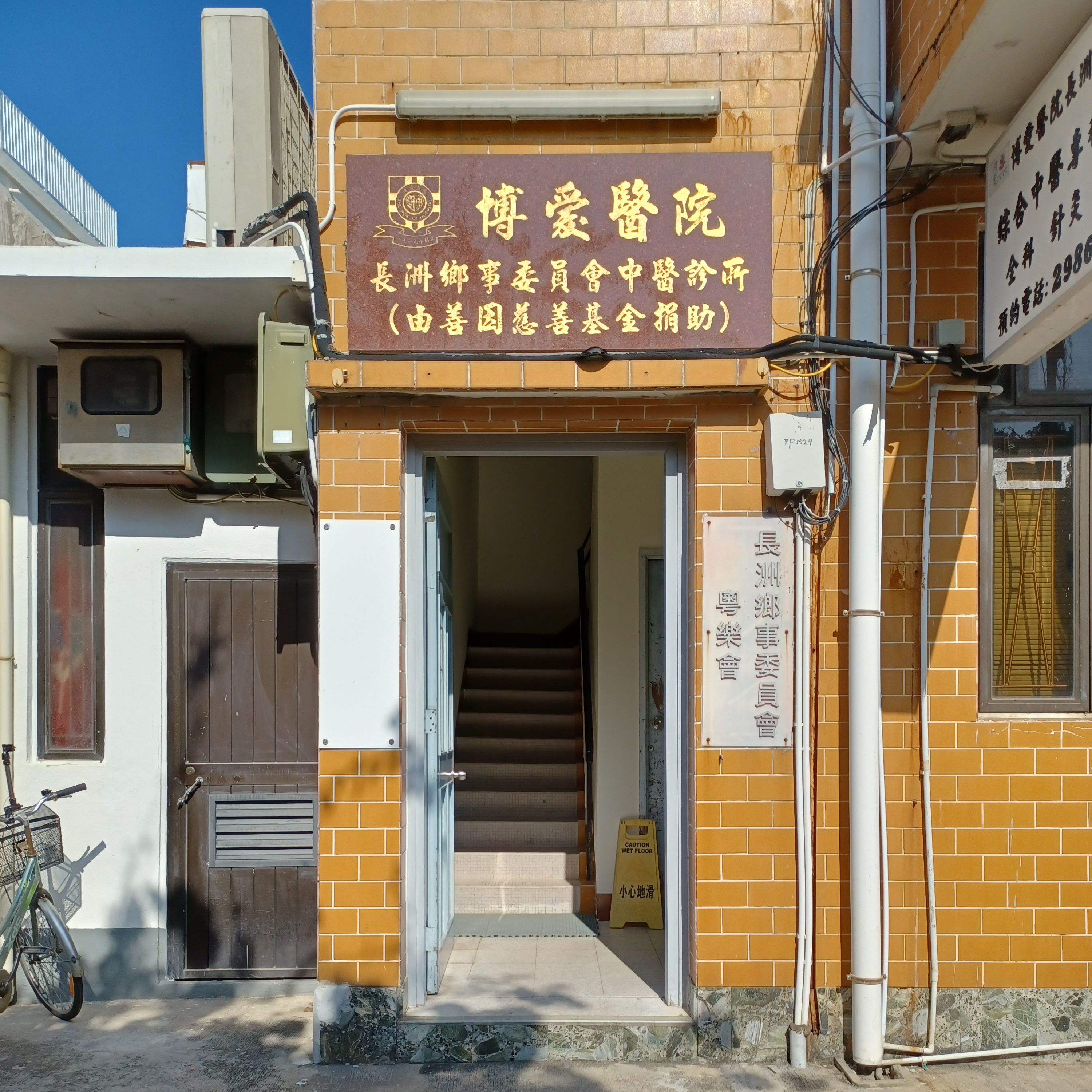
長洲鄉事委員會綜合中醫專科診所

博愛醫院自創立已開始提供中醫診療服務，2004年開始設立綜合中醫專科診所；2006年開辦流動醫療車服務，並於同年及2009年與醫院管理局及香港中文大學合作營辦中醫臨床教研中心。

### 針灸專科中心
- 博愛醫院中醫針灸專科中心（香港銅鑼灣）

### 中醫臨床教研中心
除博愛醫院與香港中文大學及醫院管理局三方合作營運2間於元朗及沙田大圍教研中心外，亦以三方合作營運合作經驗與香港浸會大學營運另一間於伊利沙伯醫院設立之中醫教研中心，為本港中醫醫療發展作出貢獻，並以循證醫學為本，配備中醫醫療資訊系統（CMIS）支援，進行教學及科研工作，並為市民提供中醫診療服務，服務包括普通科、針灸科、骨傷科及中藥房。 
- 博愛醫院 - 香港中文大學中醫教研中心（元朗西菁街容鳳書健康中心）
- 博愛醫院 - 香港中文大學中醫教研中心（大圍文禮路沙田（大圍）診所）
- 博愛醫院 - 香港浸會大學中醫教研中心（佐敦伊利沙伯醫院R座9樓）

### 綜合中醫專科診所
博愛醫院在香港、離島及新界合共設有6間綜合中醫專科診所，提供普通科、針灸科、骨傷科及中藥房服務。
- 梁之潛夫人綜合中醫專科診所（香港島太古城）
- 元朗東莞同鄉會綜合中醫專科診所（天水圍天華邨）
- 黃啟泰夫人綜合中醫專科診所（香港仔華富(一)邨）
- 長洲鄉事委員會綜合中醫專科診所（離島長洲）
- 東方日報慈善基金綜合中醫專科診所（青衣島長發邨）
- 博愛醫院社區中醫診所（九龍區坪石邨）

### 中醫流動醫療車

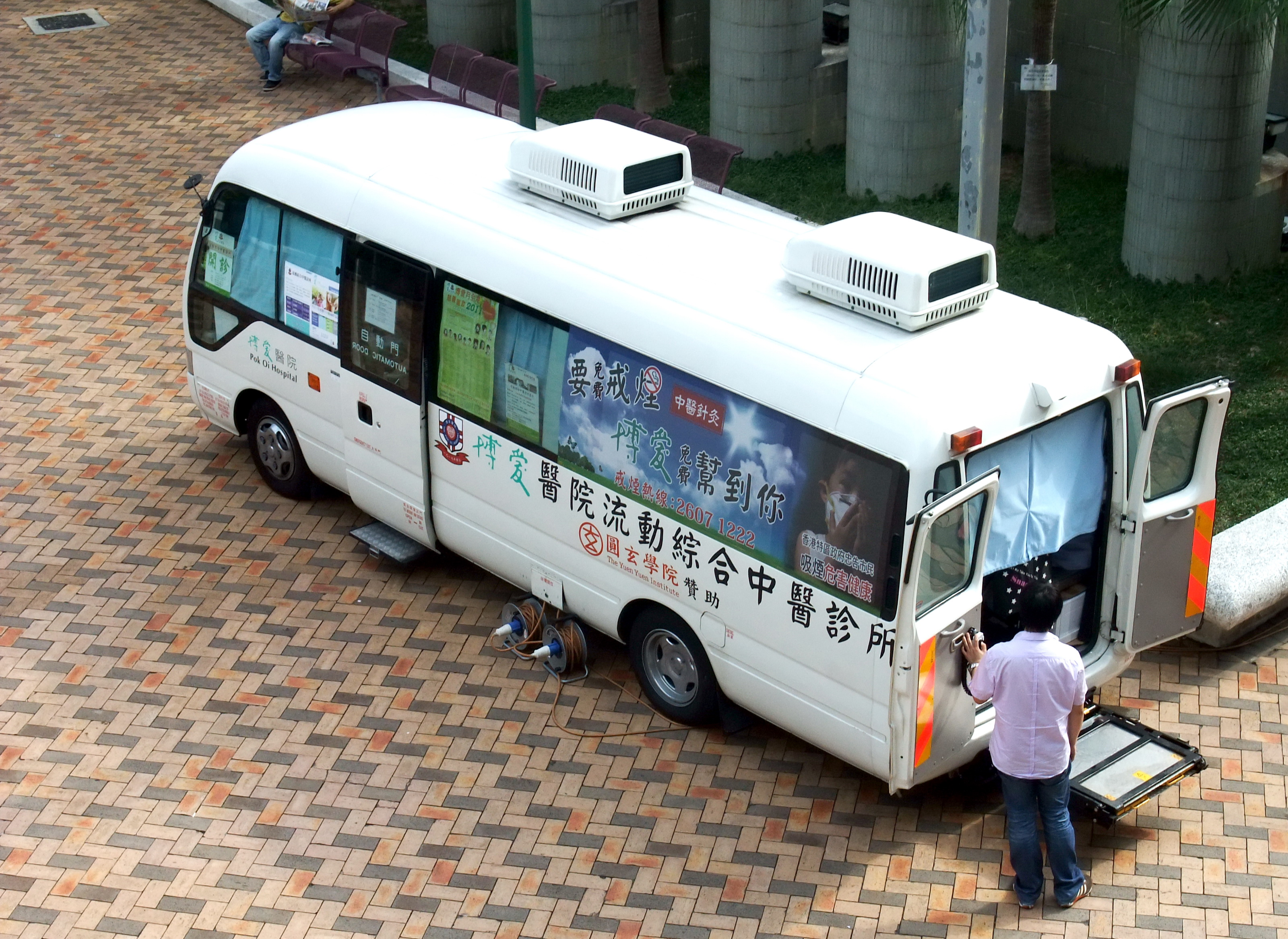
博愛醫院流動綜合中醫診所

博愛醫院共有35部中醫流動醫療車，每週6天停泊港、九及新界不同地點為市民提供中醫診療服務。

## 教育服務

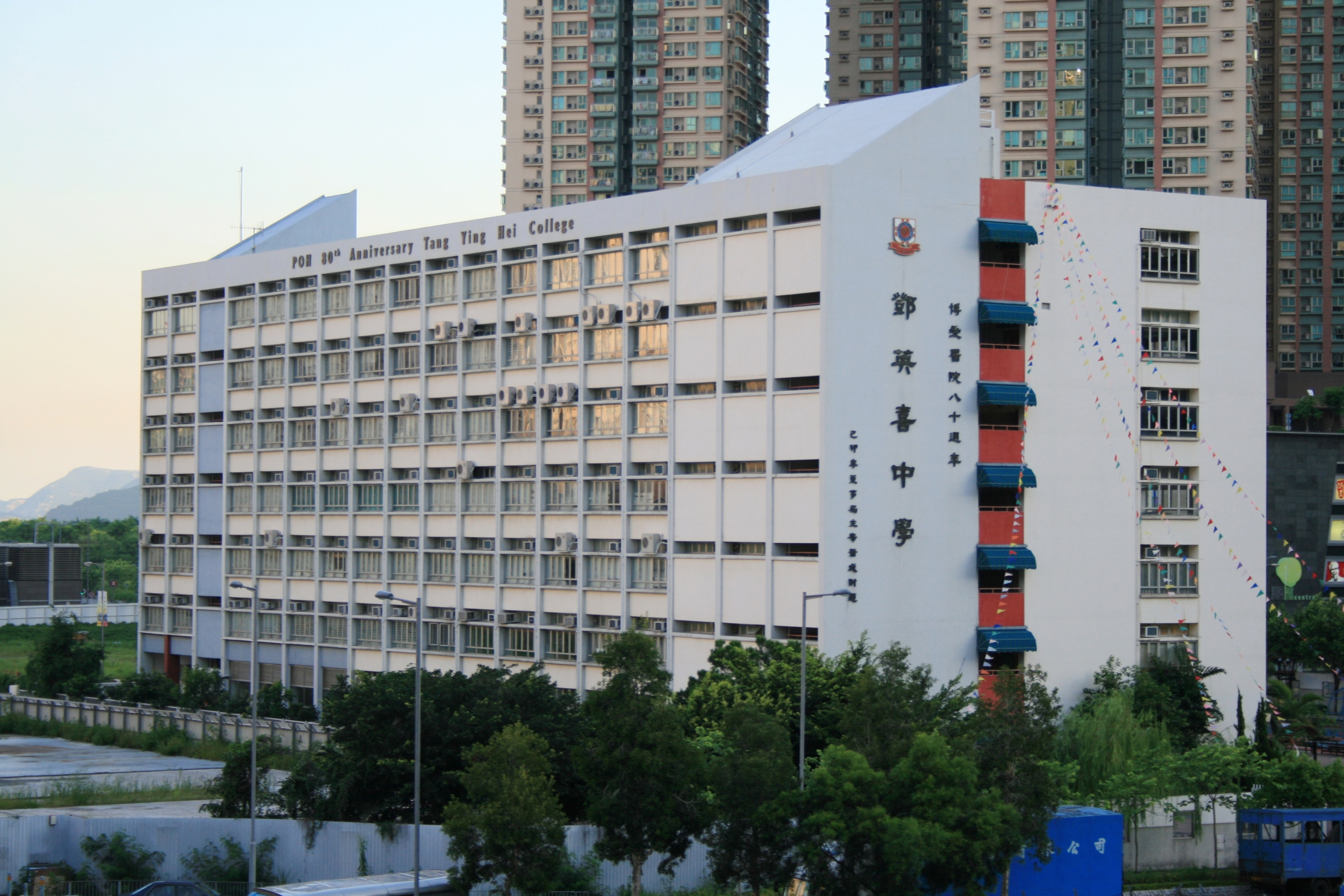
博愛醫院八十週年鄧英喜中學

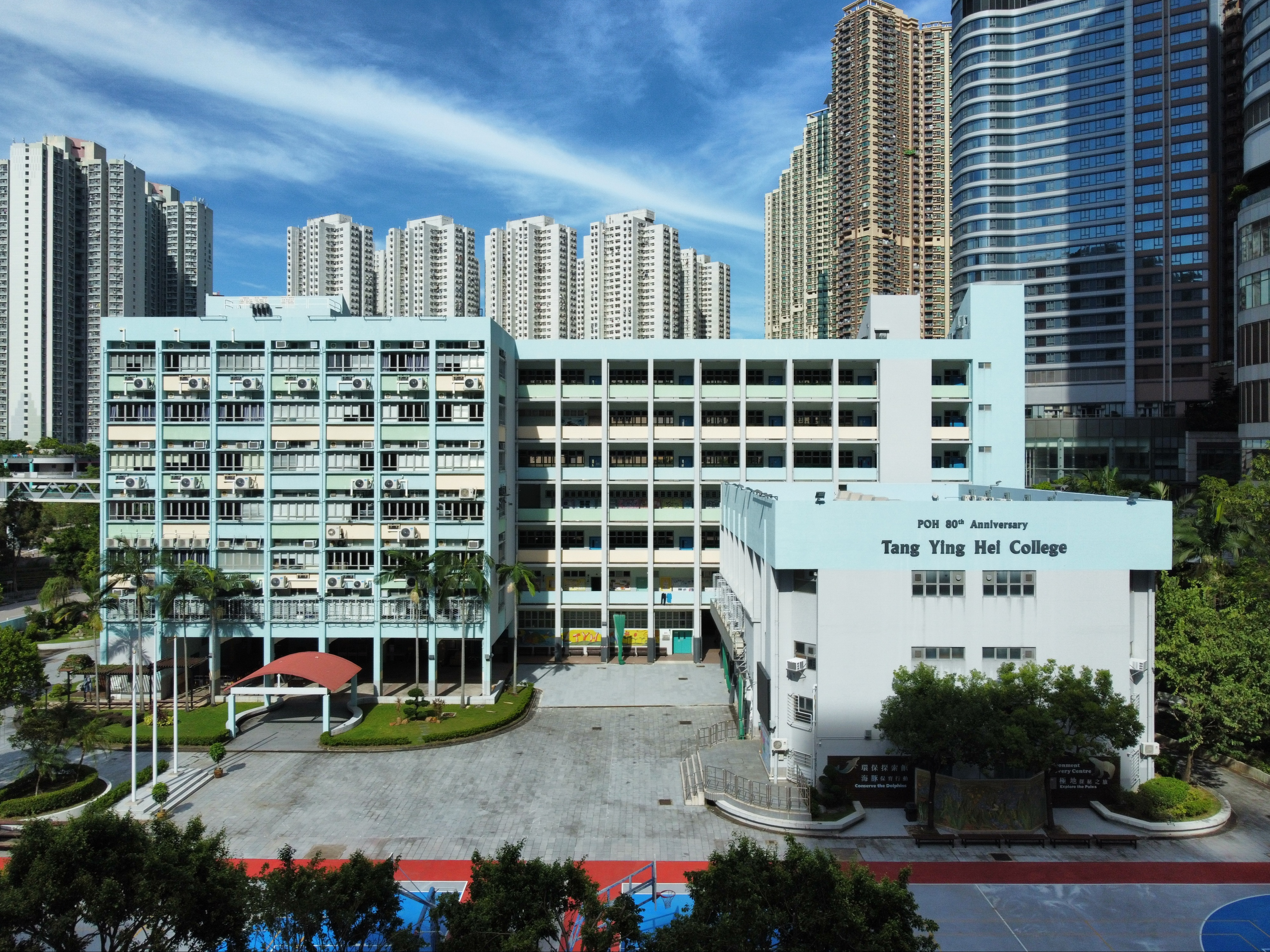
博愛醫院八十週年鄧英喜中學

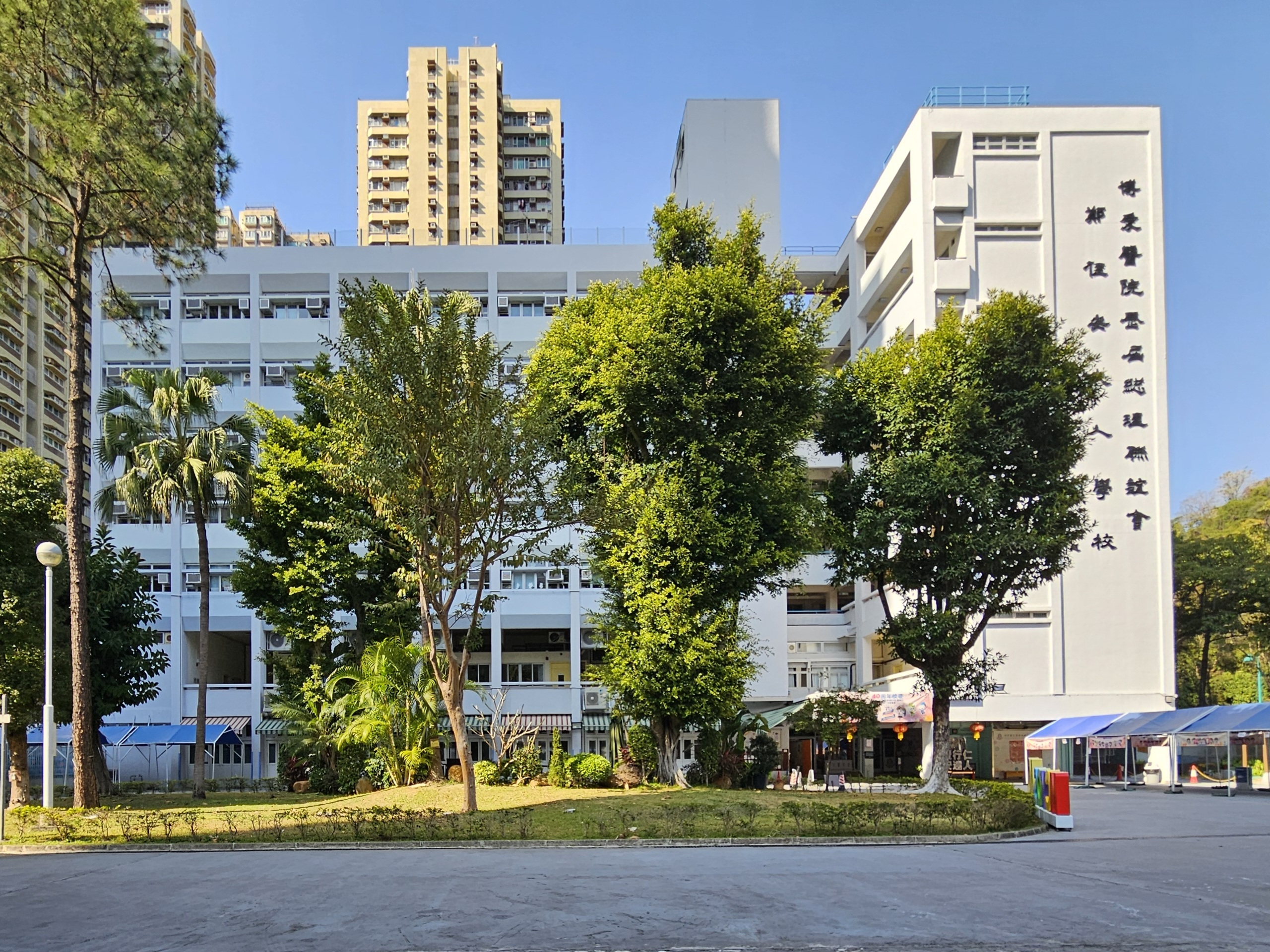
博愛醫院歷屆總理聯誼會鄭任安夫人學校

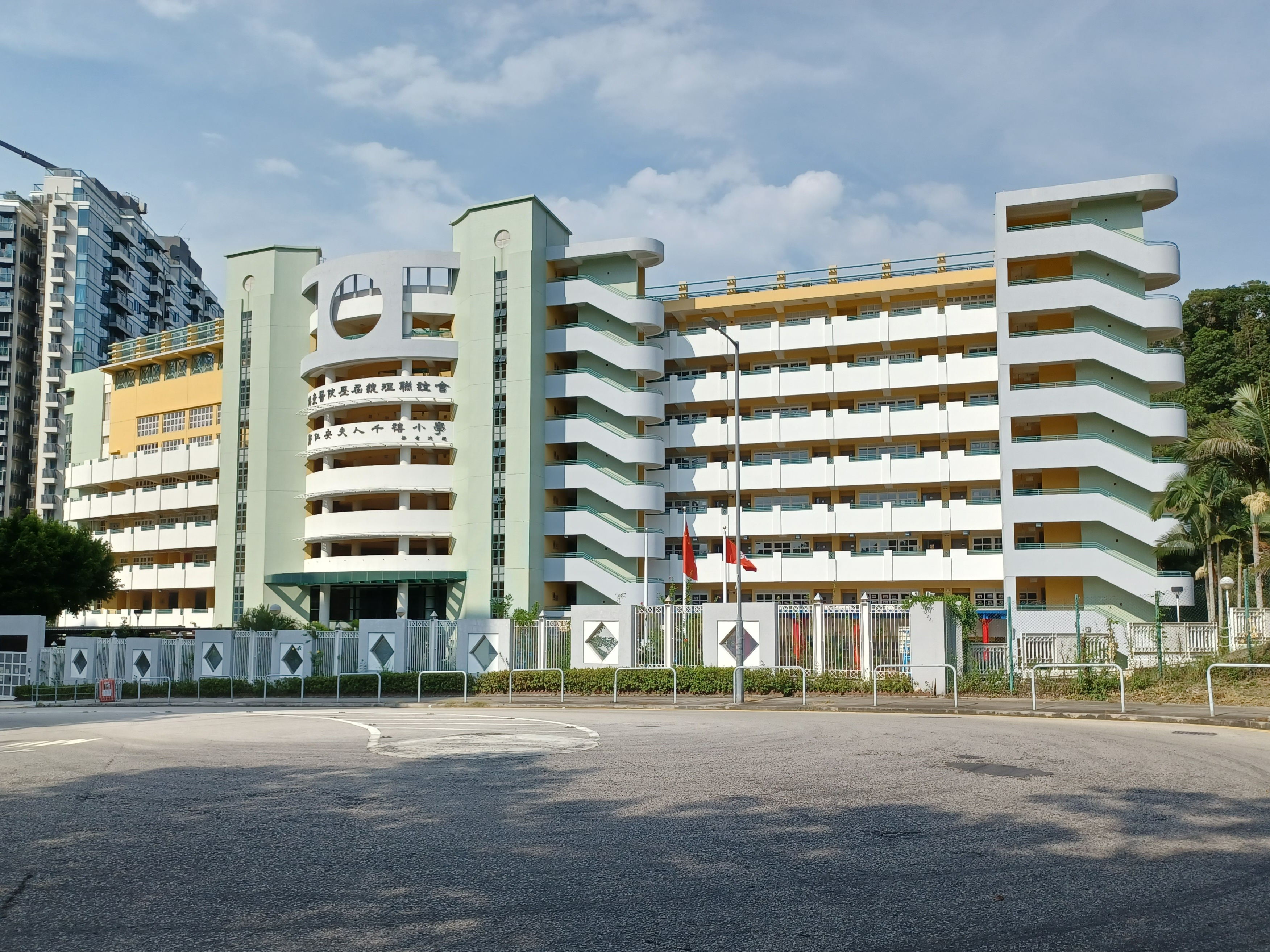
博愛醫院歷屆總理聯誼會鄭任安夫人千禧小學

博愛醫院董事局及歷屆總理聯誼會自1979年開始創辦教育服務，至今中及小學共8所，以及5所幼稚園/幼兒中心。
中學
- 博愛醫院歷屆總理聯誼會梁省德中學
- 博愛醫院八十週年鄧英喜中學
- 博愛醫院陳楷紀念中學
- 博愛醫院鄧佩瓊紀念中學

小學
- 博愛醫院陳國威小學
- 博愛醫院歷屆總理聯誼會梁省德學校
- 博愛醫院歷屆總理聯誼會鄭任安夫人學校
- 博愛醫院歷屆總理聯誼會鄭任安夫人千禧小學

幼稚園/幼兒中心
- 陳潘佩清紀念幼稚園 幼兒中心
- 施淑鎮幼稚園 幼兒中心
- 陳徐鳳蘭幼稚園 幼兒中心
- 任永賢夫人幼稚園 幼兒中心
- 朱國京夫人紀念幼稚園 幼兒中心

## 社會服務

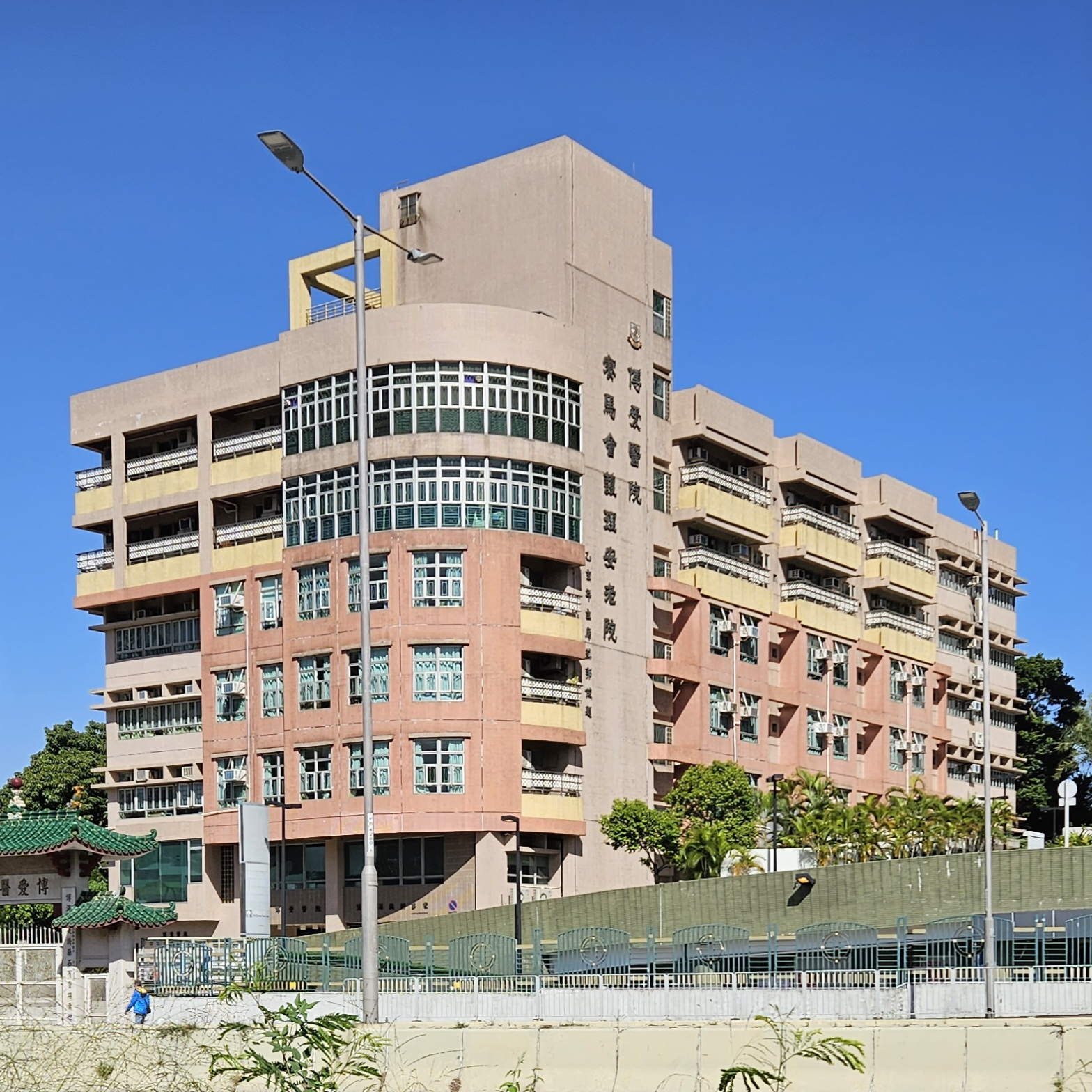
賽馬會護理安老院

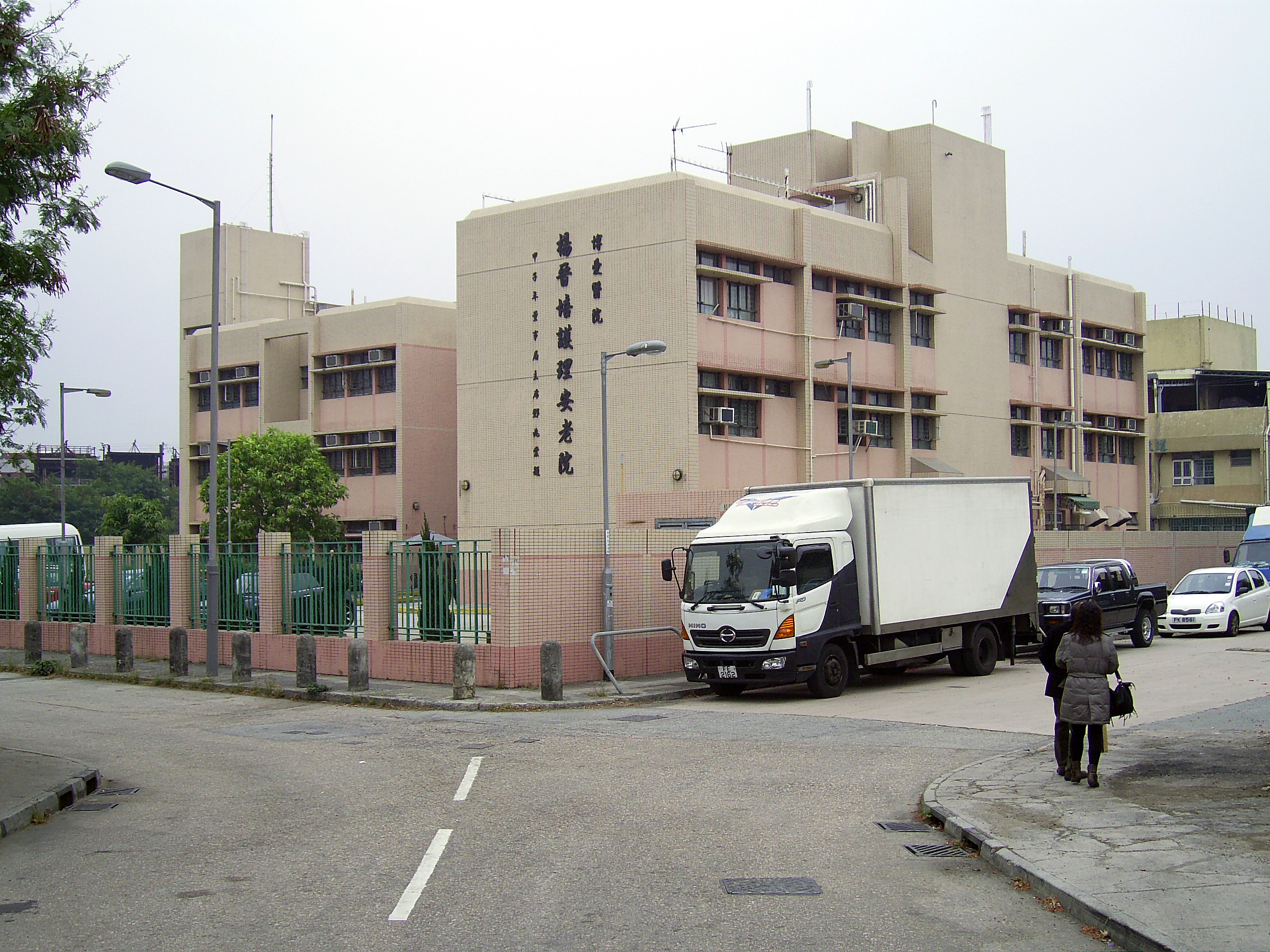
楊晉培護理安老院

### 護養院
屯門護養院為博愛醫院屬下第一所護養院，於1998年開辦，主要為需要長期護理照顧的長者提供醫療、護理、起居照顧、復康治療及社工服務。

### 護理安老院
博愛醫院現時開辦4所護理安老院，其中賽馬會護理安老院（博愛醫院側）兼有香港政府全資助及自負盈虧的私家房宿位，為體弱而家人未能照顧的長者提供24小時的心理、醫療及住宿服務。
- 賽馬會護理安老院（元朗凹頭）
- 楊晉培護理安老院（元朗厦村）
- 戴均護理安老院（天水圍天瑞邨）
- 陳馮曼玲護理安老院（慈雲山慈樂邨）

### 長者日間服務中心
博愛醫院設有7間長者服務中心，為區內長者提供多元化的社區支援服務。
- 王東源夫人長者地區中心（元朗鳳翔路）
- 陳平紀念長者鄰舍中心（天水圍天華邨）
- 郭興坤長者鄰舍中心（深水埗海麗邨）
- 陳士修紀念社會服務中心（大嶼山梅窩）~因梅窩缺乏社會服務少數兼有兒童及青少年服務的長者鄰舍中心
- 美孚荔灣街坊會梁之潛伉儷長者健康支援及進修中心（九龍美孚新邨）
- 王木豐紀念長者健康支援及進修中心（屯門良景邨）
- 陳歐陽麗嬋紀念日間老人護理中心（天水圍天耀邨）

### 兒童及家庭服務
博愛現時共有10所兒童及家庭服務中心分佈九龍及新界各區，服務區內的家庭及個人成員，內容包括課餘託管、多元智能興趣小組/專題活動、入校支援/駐校社工服務、親子活動及社區教育和婦女服務。
- 吳鴻茂紀念家庭多元智能中心（天水圍天耀邨）
- 香港旭日扶輪社家庭發展中心（天水圍天晴邨）
- 李何少芳紀念兒童及家庭發展中心（屯門蝴蝶邨）
- 文柱石家庭多元智能中心（屯門良景邨）
- 吳榮基叔叔幼兒遊戲及藝術薈萃坊（屯門蝴蝶邨）
- 圓玄學院兒童及家庭發展中心（青衣島長安邨）
- 慧妍雅集家庭多元智能中心（青衣島長亨邨）
- 香港新界獅子會家庭發展中心（青衣島長青邨）
- 吳馬賽嬌紀念家庭多元智能中心（沙田大圍顯徑）
- 鳳德家庭多元智能中心（黃大仙鳳德邨）

### 青少年服務
- 博愛醫院慧妍雅集新Teen地（天水圍天恒邨）

首間正式青少年服務單位，「博愛醫院慧妍雅集新Teen地」於天恒邨停車場大樓A翼5樓2號單位，總面積約五千五百平方呎，設有電腦室，舞蹈室及活動室，可舉辦多元化的體藝及職志課程，讓青少年盡情發揮創意。同時亦開展各項服務及推廣，配備中心多元化的服務設施，能為區內青少年提供優質的活動場地和支援服務。
- 博愛Café（天水圍天恒邨）

首間社會企業「博愛Café」，為元朗及天水圍區內青年製造就業機會，旨在培訓年青專業咖啡師，投身咖啡師專業行業，提昇工作技能和就業能力，加強社會競爭力。 
博愛Café提供各類精品咖啡及特色小食，設有優閒茶座，提供免費Wi-Fi服務、悠揚音樂、各類桌上遊戲及潮流雜誌。
- 博愛醫院元朗商會極限運動場（元朗元朗公園側）

博愛於元朗公園側興建約一萬五千平方呎的「極限運動場」，為區內人士提供具創意及挑戰性的極限運動培訓場地，場內集合熱門的極限運動設施，為年青人提供BMX自由式小輪車、花式滑板及直排滑輪練習場地，並由專業公司設計及製造，符合安全標準，另配備個人安全設備，提供運動培訓，舉辦比賽及交流活動，讓區內青年能擴闊視野，鍛鍊體能和意志力。此外，場內將開設極限運動用品專門店，提供租售及維修服務，並聘請區內青年，增加青年就業機會，鼓勵創意工業，培育青少年全面發展，活出精彩燦爛人生。 
- 博愛醫院天水圍青少年自修室（天水圍天水圍公園人工湖旁）-2017年3月24日起暫停服務

博愛為回應社區需求，與元朗區議會及康樂文化事務署合作，參與天水圍青少年自修室服務計劃。單位地點設於天水圍中央公園(近人工湖旁)內，除提供自修室服務外，中心亦得到屏山天水圍圖書館支持，提供逾千本圖書供青年人閱覽。

### 單身人士宿舍
賽馬會單身人士宿舍位於柴灣小西灣邨，為居住於惡劣環境及急切需要住所的男性人士提供短、中期住宿服務。

## 曾任主席名人
- 沈鴻英：廣西軍閥
- 趙不弱：元朗商紳，曾任元朗足球會班主
- 劉皇發：前新界鄉議局主席、前香港立法會議員
- 鄧兆棠：前香港立法會議員

## 註腳
1. ↑  . 香港工商日報. 1966-12-11.
2. ↑  . 工商晚報. 1966-12-11.
3. ↑  . 華僑日報. 1966-12-11.
4. ↑  . 大公報. 1966-12-11.
5. ↑   (PDF). CB(2) 1822/99-00(01)號文件. 立法會衞生事務委員會. 2000-04-27  [2025-01-31]. （原始内容存档 (PDF)于2019-11-04）.
6. ↑   (PDF). CB(2)1819/01-02(06)號文件. 立法會衞生事務委員會. 2002-05-13  [2025-01-31]. （原始内容存档 (PDF)于2024-06-10）.
7. ↑  . 文匯報. 2001-07-03  [2025-01-31]. （原始内容存档于2010-12-07）.
8. ↑   (新闻稿). 政府新聞網. 2007-09-17  [2023-07-09]. （原始内容存档于2019-09-02）.
9. ↑   (新闻稿). 政府新聞網. 2008-02-14  [2008-02-14]. （原始内容存档于2020-06-05）.
10. ↑  .   [2007-10-30]. （原始内容存档于2020-09-14）.

## 外部連結
- 博愛醫院官方網站 （页面存档备份，存于）
- 醫院管理局相關網站 - 博愛醫院 （页面存档备份，存于）